# كينيث مارتن ويلت
كينيث مارتن ويلت (بالإنجليزية: Kenneth Martin Willett)‏ هو ضابط أمريكي، ولد في 9 أبريل 1919 في أوفرلاند في الولايات المتحدة، وتوفي في 27 سبتمبر 1942 في المحيط الأطلسي.